# Triplarina imbricata
Triplarina imbricata är en myrtenväxtart som först beskrevs av James Edward Smith, och fick sitt nu gällande namn av Anthony R. Bean. Triplarina imbricata ingår i släktet Triplarina och familjen myrtenväxter. Inga underarter finns listade i Catalogue of Life.